# Begonia pululahuana
Espèce
Begonia pululahuana est une espèce de plantes de la famille des Begoniaceae. L'espèce fait partie de la section Gobenia. Elle a été décrite en 1908 par Casimir Pyrame de Candolle (1836-1918).

## Répartition géographique
Cette espèce est originaire des pays suivants : Équateur ; Pérou.

## Utilisation magique
Ce bégonia faisait partie des ingrédients utilisés en magie par les indiens de tribus dites "primitives" du Pérou. Traditionnellement associée à une classification complexe comme celle décrite par Claude Lévi-Strauss dans ses études sur les peuples dits primitifs en Amérique. Un processus consistait à laisser tremper la plante et ses fleurs plusieurs jours. La transformation et les modifications des couleurs renseignaient sur les décisions à prendre lors d'un problème à résoudre. Ainsi en cas d'échec, la faute n'était pas rejetée sur le décisionnaire, ni sur une mauvaise interprétation (chacun pouvait voir la décomposition), mais sur la malveillance des esprits. Seul une personne modifiant volontairement ou involontairement l'apparence de la plante immergée (ajout de cendres, jus colorés, boue...) pouvait être tenue comme responsable d'un échec. Différents signes pouvaient être notés : niveau de flottaison, turbidité, odeur de fermentation, dégradation des couleurs, rapidité ou stagnation du processus, nombre de bulles issues de la fermentation formées en un temps donné, etc. Si une prise de décision ne pouvait convenir à l'un des membres de la tribu, c'était à lui de faire remarquer un nouveau changement non encore remarqué sur la plante. Ainsi seulement il pouvait modifier la décision finale prise pour la tribu. Aucune étude à ce jour n'a permis de déterminer les facteurs déterminant la prise de décision. Par exemple on ne sait pas ce qu'implique un changement de couleur concrètement sur une prise de décision. Ces interprétations ont toujours été gardées secrètes vis-à-vis d'observateurs étrangers. Le chef n'avait pas le pouvoir d'arrêter ce processus, sa fonction se limitant au son bon fonctionnement et à la médiation entre les différents avis. Il ne pouvait être non plus le "manipulateur" responsable de cette pratique. Cueillette, choix de l'eau et du bac de "trempage", mise en eau... étaient effectuées par une tierce personne de façon à éviter les conflits d'intérêts.